# 공분산 행렬
공분산 행렬(Covariance matrix)은 확률론 및 통계학에서 주어진 무작위 벡터의 각 요소 쌍 간의 공분산을 제공하는 정사각형 행렬이다.
직관적으로 공분산 행렬은 분산 개념을 여러 차원으로 일반화한다. 예를 들어, 2차원 공간에서 임의의 점 집합의 변화는 단일 숫자로 완전히 특성화될 수 없으며 x 및 y 방향의 변화에 필요한 모든 정보가 포함될 수도 없다. 2차원 변형을 완전히 특성화하려면 2×2 행렬이 필요하다.
모든 공분산 행렬은 대칭이고 양의 준정부호이며 주 대각선에는 분산(즉, 각 요소 자체와의 공분산)이 포함되어 있다.
랜덤 벡터 X의 공분산 행렬은 일반적으로 KXX, Σ 또는 S로 표시된다.

## 같이 보기
- 고유값 분해
- 그람 행렬
- 주성분 분석